# Lista chorążych reprezentacji Sudanu Południowego na igrzyskach olimpijskich
Lista chorążych reprezentacji Sudanu Południowego na igrzyskach olimpijskich – lista zawodników i zawodniczek reprezentacji Sudanu Południowego, którzy podczas ceremonii otwarcia nowożytnych igrzysk olimpijskich nieśli flagę Sudanu Południowego.

## Chronologiczna lista chorążych
| Lp. | Rok i miejsce        | Chorąży      | Dyscyplina    |
| --- | -------------------- | ------------ | ------------- |
| 1   | 2016, Rio de Janeiro | Guor Marial  | Lekkoatletyka |
| 2   | 2020, Tokio          | Lucia Moris  | Lekkoatletyka |
| 2   | 2020, Tokio          | Abraham Guem | Lekkoatletyka |